# Coronigoniella marginella
Coronigoniella marginella är en insektsart som beskrevs av Fabricius 1787. Coronigoniella marginella ingår i släktet Coronigoniella och familjen dvärgstritar. Inga underarter finns listade i Catalogue of Life.